# Olibri
Anici Olibri (en llatí: Anicius Olybrius, en grec: Ολύβριος) fou un dels emperadors romans d'Occident de l'any 472. Sembla que va tenir el suport de Genseric, rei dels vàndals i de l'emperador d'Orient. El seu regnat fou breu a causa d'una malaltia que el va matar.

## Orígens
Era descendent d'una família noble, la gens Anícia. Va viure a Roma fins al 455, però la va abandonar després del saqueig de la ciutat pels vàndals de Genseric i se'n va anar a Constantinoble. El 462 es va casar amb Placídia, la filla menor del difunt emperador d'Occident Valentinià III que acabava d'arribar a Constantinoble després d'un segrest de set anys, gràcies al rescat que va pagar l'emperador d'Orient Lleó I. Durant la seva estada a Constantinoble va prendre interès per qüestions religioses i va conèixer Daniel l'estilita qui, segons la tradició, va predir l'alliberament de Placídia i la seva mare.També va fer restaurar amb diners propis l'església de Santa Eufèmia.

## Ascens al tron
El 464 fou nomenat cònsol. El vàndal Genseric considerava Olibri com a parent pel seu matrimoni (o compromís, segons les versions) amb Placídia, ja que el fill de Genseric, Huneric, es va casar amb la germana gran de Placídia. Per aquest motiu va fer pressió, amenaçant les costes itàliques, perquè el senat romà el nomenés emperador. Les pressions de Genseric es van iniciar des del 461 però no va ser fins al 472, quan van esclatar les lluites entre l'emperador d'Occident Procopi Antemi i el general Ricimer, que Olibri va ser considerat pels romans com a candidat.
Aquell any fou enviat a Itàlia per l'emperador d'Orient Zenó amb l'excusa d'ajudar Antemi però en realitat per assolir el poder, pel qual tenia tant el suport secret de Zenó com el suport obert de Genseric. Va entrar en contacte amb Ricimer i aviat fou proclamat emperador amb la connivència d'aquest que preferia el poder sobre un emperador a tenir el títol ell mateix.
Mentre Antemi romania a Roma i era força popular, Ricimer va atacar Antemi amb el suport d'auxiliars gots dirigits per Gelimer. Antemi va resistir durant un temps, finalment va provar de fugir però es va trobar la sortida barrada pels gals al Pons Aelius al costat de mausoleu d'Adrià i finalment Roma fou ocupada. La ciutat fou saquejada i Antemi executat (11 de juliol del 472); Olibri fou reconegut emperador. Ricimer afectat per una malaltia que li causava edemes va morir en poques setmanes. Olibri va regnar pacíficament per tres mesos i 13 dies.

## Mort
Durant el seu regnat va nomenar patrici Gundebald, el nebot de Ricimer. Va morir suposadament de mort natural el 23 d'octubre del 472. De la seva dona Placídia va deixar una filla anomenada Júlia Anícia. Li succeí Gliceri.

## Personatge d'òpera
El 1707, Apostolo Zeno i Pietro Pariati van escriure el llibret d'una òpera titulada Flavio Anicio Olibrio que narra una història diferent de la real. En aquest drama en tres actes Ricimer ocupa la ciutat de Roma, allibera la germana d'Olibri anomenada Teodolinda i allibera Placídia, filla de Valentinià III; una mica després, Olibri allibera Roma i Placídia, i es casa amb ella. La música la va escriure Francesco Gasparini i es va estrenar a Venècia (Teatro San Cassiano).
El mateix llibret va ser aprofitat després per altres compositors: Nicola Porpora (1711, a Nàpols, amb el títol Il trionfo di Flavio Anicio Olibrio), Leonardo Vinci (Nàpols, 1728, amb el títol Ricimero), Andrea Bernasconi (1737, a Viena, amb el títol Flavio Anicio Olibrio o La tirannide debellata), i Niccolo Jommelli, (1740 al Teatro Argentina de Rome, titulat Ricimero).